# Véronique Mang
Véronique Mang, francoska atletinja, * 15. december 1984, Douala, Kamerun.
Nastopila je na poletnih olimpijskih igrah v letih 2004 in 2012, leta 2004 je osvojila bronasto medaljo v štafeti 4x100 m in se uvrstila v četrtfinale teka na 100 m. Na evropskih prvenstvih je osvojila srebrni medalji v teku na 100 m in štafeti 4x100 m leta 2010.